# کویتون، سین‌کیانگ
کویتون (به اویغوری: كۈيتۇن شەھىرى، به قزاقی:‌ كۇيتۇن قالاسى)(به چینی: 奎屯市، به پین‌یین: Kuítún Shì)  شهری (در سطح شهرستان) در منطقهٔ خودمختار سین‌کیانگ چین. کویتون ۱٬۱۷۱ کیلومتر مربع مساحت و ۲۲۹٬۱۲۲ نفر جمعیت دارد.
کویتون از شمال و جنوب، با محدودهٔ اداری شهر شهر در سطح ولایت قارامای، و از شمال با شهر هویانگهه همسایه است. کویتون، قارامای، و هویانگهه، با همدیگر درون ولایت تارباغاتای محاط شده‌اند.
شهر کویتون در همسایگی شمالی منطقهٔ شهری مایتاغ/دوشانزی قرار دارد. در غرب شهرهای مایتاغ/دوشانزی و کویتون نیز، شهر شیخو قرار دارد. این سه شهر روی هم یک «کلانشهر» با جمعیتی معادل با ۵۷۶٬۴۳۲ نفر (۲۰۲۰ میلادی) تشکیل می دهند.

## جمعیت
| ترکیب قومیتی شهر کویتون | ترکیب قومیتی شهر کویتون | ترکیب قومیتی شهر کویتون | ترکیب قومیتی شهر کویتون | ترکیب قومیتی شهر کویتون |
| ----------------------- | ----------------------- | ----------------------- | ----------------------- | ----------------------- |
| قومیت                   | قومیت                   |                         | درصد                    | درصد                    |
| هان                     | هان                     |                         | ۹۴٫۳٪                   | ۹۴٫۳٪                   |
| هوئی                    | هوئی                    |                         | ۲٫۵٪                    | ۲٫۵٪                    |
| قزاق                    | قزاق                    |                         | ۱٫۸٪                    | ۱٫۸٪                    |
| مغول                    | مغول                    |                         | ۰٫۴٪                    | ۰٫۴٪                    |
| اویغور                  | اویغور                  |                         | ۰٫۳٪                    | ۰٫۳٪                    |
| منجو                    | منجو                    |                         | ۰٫۲٪                    | ۰٫۲٪                    |
| شیبه                    | شیبه                    |                         | ۰٫۱٪                    | ۰٫۱٪                    |
| سایر                    | سایر                    |                         | ۰٫۴٪                    | ۰٫۴٪                    |
| منبع سرشماری جمعیت :    |                         |                         |                         |                         |